# La vida diaria del rey inmortal
La vida diaria del rey inmortal (chino : 仙王的日常生活,) es una novela china creada por Kuxuan. Esta novela es publicada por Qidian en chino y Webnovel en inglés.
Comenzó su serialización diaria en 2017. Al 30 de junio de 2021, la novela tiene 1880 capítulos. Bilibili lanzó por primera vez una serie de Donghua basada en la novela del mismo nombre el 18 de enero de 2020.
Los eventos se desarrollan en el año de cultivo 4386 en la primera temporada tenemos un narrador el cual da ciertas explicaciones a las situaciones que vemos el mismo no aparece en la temporada 2, el país se llama Hua Xio el narrador nos cuenta que ahí todos son cultivadores nos presentan un mundo como el nuestro con claras diferencias mágicas en el primer capítulo podemos ver la llegada del demonio Er Ha su objetivo no es revelado hasta capítulos siguientes en el mismo capítulo se nos presenta el equipo inmortal, los protectores del planeta siendo éstos los más poderosos presentados hasta el momento. Su líder Zhuo Yi nota la presencia de un niño distraído con una pequeña bolsa de ramen; él advierte a este mismo sobre el peligro, sin embargo, no se ve preocupación. En capítulos siguientes nos muestran como Wang Ling de un solo golpe debilito a Er Ha el cual luego es sellado por Zhuo Yi debajo de la secta 60°.

## Sinopsis
Para Wang Ling, joven prodigio del Cultivo, derrotar a un rey demonio a los 6 años no es nada comparado con tratar de encajar en la escuela secundaria. Ahora que las amenazas sobrenaturales aumentan, es posible que Wang deba dejar de lado sus estudios de magia para salvar el mundo.

## Argumento
Wang Ling nació durante la alineación de los planetas obteniendo así un poder ilimitado (al grado de conocer a su propio creador) desde su nacimiento demuestra hazañas imposibles para alguien normal. Algunas de ellas es cuando nació, el mismo salió y no necesitó ayuda de doctore; venció a la edad de 6 años al demonio Er Ha desde ese momento se verá limitado por un sello el cual es hecho por su padre este mismo es cambiado por el mejorar su efectividad desarrollando nuevos y más avanzados sellos para Wang Ling es necesario usar este sello para llevar una vida pacífica y evitar la destrucción total del planeta al iniciar la secundaria Wang Ling deberá competir en un torneo entre institutos solo busca una cosa una vida pacífica que se verá obstaculizada con los diferentes desafíos que conlleva ser una persona común con sus extraordinarias habilidades.
A lo largo de los capítulos podremos ver muchas referencias tanto a cosas de nuestro mundo como a personajes de otras series algunos de estos pueden ser muy obvios por ejemplo en la primera prueba que hace el estudiante 001 llamado Ku Xuan podemos ver que su nivel de poder es "404" el clásico error en internet a no existir una página o haber sido cambiada de lugar permanente mente

## Personajes Principales

### Wang Ling (Protagonista)
Un adolescente que nació con un poder extraordinario cuando ingresa a la escuela tiene que usar un sello para disminuir sus poderes además de píldoras que bajan su poder pero con las consecuencias de no poder sentir o expresar sus emociones ya que son tan poderosas que estas mismas pueden romper el sello.
Wan Ling es muy consiente de casi todo se da cuenta casi al instante de cosas que suceden a su alrededor básicamente es un dios que reprime todo su poder ya que fue capaz de pelear al mismo nivel del rey de los demonios que se creía invencible y este lo derrotó sin siquiera usar todo su poder .

### Sun Rong (Interés romántico del protagonista)
Nos la presentan en el capítulo 1 de la primera temporada como alguien parte egocéntrica y fuera de la realidad del resto de personas esto ya que ella es millonaria por el negocio que su familia ha tenido por miles de años, también nos cuenta que ella es descendiente del rey mono Sun Wukong por esto mismo Sun Rong y su familia son enemigos de la familia Tang 
La idol de la secta 60° misma a la que pertenece Wang Ling originalmente iría a la secta 59° (La más "prestigiosa") esto porque ella es millonaria su familia tiene el negocio de las hierbas inmortales las cuales son naturales y tardan 100 años en crecer por esto mismo más adelante veremos una quiebra en la familia Sun esto por manipulaciones de mercado disfrazadas el desarrollo de personaje de Sun Rong es llevado de una buena manera llegando a entenderla en algún momento ya que hay capítulos casi por completo centrados en ella.

### Er Ha (Demonio derrotado por Wang Ling en su infancia)
Es un demonio enviado al planeta Tierra para conquistarla y darla como tributo por su nivel espiritual que a inicios del Donghua es de nivel 10.00, pero es derrotado por Wang Ling en su infancia y 10 años después lo invoca en su clase y lo convierten en un perro.

### Zhuo Yi (Líder del equipo inmortal)
Es el líder del "equipo inmortal" el es muy poderoso sin embargo está muy por debajo de los poderes de Wang Ling, Zhuo Yi siempre se refiere a Wang Ling como su maestro ya que el conoce parte de su ilimitado poder sin embargo Wang Ling le borra la memoria usando el 50% de su poder para no causarle daños cerebrales sin embargo Zhuo Yi es quien se lleva todo el crédito de la mayoría de actos de Wang Ling al mismo no le molesta esto e incluso lo ve como algo bueno ya que el no busca ser famoso o algún tipo de compensacion prefiere que el mundo crea que Zhuo Yi es el más poderoso que existe así Wang Ling puede llevar una vida cotidiana y tranquila.
El narrador nos cuenta que la mayoría de sectas de cultivo tienen una estatua de él, dando a entender que el es el héroe de Hua Xio.

## Personajes Secundarios

### Pan Sheng Cong (Tutora acargo de la clase elite a la que va Wang Ling)
Ella demuestra desde que nos la presentan que tiene un alto conocimiento en poder espiritual, magia, invocaciónes y espadas mágicas además de los espirutus que estas contienen la primera vez que la vemos enseña a Wan Ling y sus compañeros a invocar un espíritu ella cuenta que hay muchos alrededor el primero en intentar invoca una referencia a otro anime la penúltima en invocar es Sun Rong la cual invoca el espíritu de un perro el último en invocar es Wang Ling el cual invoca a Er Ha por lo peligroso que es la clase entra en pánico Er Ha sabiendo lo poderoso que es Wang Ling no reacciona entonces la tutora Pan Sheng Coung fusiona a Er Ha con el perro que invoco Sun Rong de aquí en adelante Er Ha tendrá apariencia canina y será adoptado por la secta 60° entre otras actividades en las que lo podremos ver.

## Medios

### Donghua (anime)
Una adaptación a serie web donghua se estrenó en el servicio Bilibili el 18 de enero de 2020, y su temporada más reciente lanzó su episodio final el 25 de febrero de 2024.
Netflix también transmite la serie desde el 30 de junio de 2021. El Donghua estuvo renovado para una segunda temporada puesta a premier en la primavera de 2021.
La segunda temporada del anime está disponible en Crunchyroll desde agosto de 2022.